# سیل ۲۰۱۲ نیجریه
سیل ۲۰۱۲ نیجریه در اوایل ژوئیه ۲۰۱۲ آغاز شد. این زلزله تا ۵ نوامبر ۲۰۱۲، ۳۶۳ نفر را کشت و بیش از ۲٫۱ میلیون نفر را آواره کرد. طبق گزارش آژانس ملی مدیریت بحران (NEMA)، ۳۰ ایالت از ۳۶ ایالت نیجریه تحت‌تأثیر سیل قرار گرفته‌اند و دو منطقه کوگی و بنوئه بیشترین آسیب را دیده‌اند. این سیل به‌عنوان بدترین سیل در ۴۰ سال گذشته شناخته شد، و تخمین زده می‌شود که در مجموع هفت میلیون نفر را تحت‌تأثیر قرار داد. خسارات و زیان‌های تخمینی ناشی از سیل ۲٫۶ تریلیون نایرا بود.

## علل
نیجریه در طول فصل بارندگی سالانه خود از سیل‌های ناگهانی فصلی رنج می‌برد. آنها گاهی کشنده هستند، به‌خصوص در مناطق روستایی و محله‌های فقیرنشین پرجمعیت، جایی که زهکشی ضعیف است یا اصلاً وجود ندارد.

## ژوئیه
در دوم ژوئیه ۲۰۱۲، بسیاری از شهرهای ساحلی و داخلی نیجریه باران‌های شدیدی را تجربه کردند و ساکنان لاگوس به‌دلیل سیل «به سختی نفس می‌کشیدند». علاوه‌بر این، در جاده‌های اصلی ترافیک سنگینی وجود داشت که باعث می‌شد مردم قرارهای ملاقات خود را لغو یا به تعویق بیندازند. هزاران مسافر سرگردان مجبور بودند برای معدود رانندگان اتوبوسی که حاضر بودند خطر سفر در جاده‌ها را بپذیرند، کرایه‌های بیشتری بپردازند و ساخت‌وساز توسط دولت نیجریه در جاده داخلی اوکه-آفا «هزینه سنگینی» به‌همراه داشت.

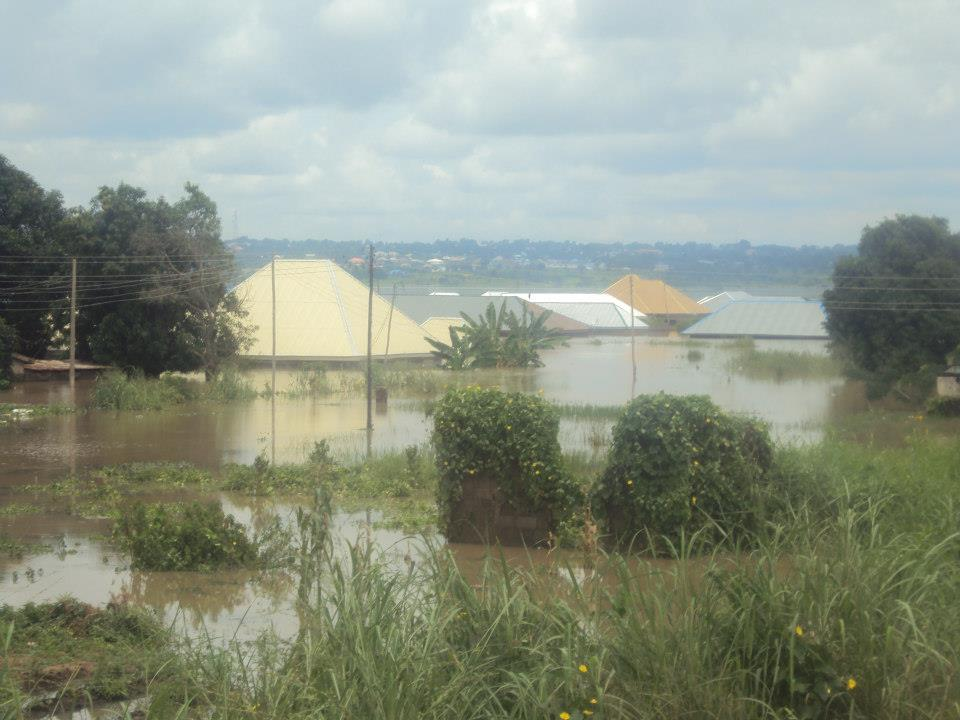
سکونتگاه مستغرق در آب

در اواسط ژوئیه ۲۰۱۲، سیل در کلان‌شهر ایبادان باعث شد برخی از ساکنان چلنج، اوکه-آیو و الیله از خانه‌های خود فرار کنند و جان خود را نجات دهند. سیل همچنین مانع از حضور برخی از مسیحیان در کلیساها در صبح شد، درحالی که چندین پل فرو ریخت. دولت نیجریه اعلام کرد که در نتیجه سیل، سازه‌های خاصی در آبراه‌ها باید تخریب شوند، در حالی که بوسون اولادله، کمیسر اطلاعات و جهت‌یابی، اعلام کرد که هیچ تلفاتی از سیل وجود نداشته است.
در اواخر ژوئیه ۲۰۱۲، حداقل ۳۹ نفر بر اثر سیل در ایالت فلات مرکزی نیجریه کشته شدند. بارش شدید باران باعث سرریز شدن سد لامینگو در نزدیکی جوس شد و تعدادی از محله‌های جوس را فرا گرفت و تقریباً ۲۰۰ خانه زیر آب فرورفتند یا ویران شدند. علاوه‌بر این، حداقل ۳۵ نفر مفقود شده‌اند، درحالی که ماناسی فامپه، رئیس صلیب سرخ در این ایالت، اعلام کرد که تلاش‌های امدادرسانی همچنان ادامه دارد. سیل ۳۰۰۰ نفر را بی‌خانمان کرد که بسیاری از آنها در ساختمان‌های دولتی در جوس پناه گرفته‌اند.

## اوت
در اواسط ماه اوت، سیل حداقل ۳۳ نفر را در ایالت پلاتو کشت و عبدالسلام محمد، هماهنگ‌کننده آژانس ملی مدیریت بحران در مرکز نیجریه، گفت که خانه‌ها ویران شده‌اند درحالی که جاده‌ها و پل‌ها پرآب و مانع تلاش‌های امدادی شده‌اند. بیش از ۱۲۰۰۰ نفر در شش منطقه ایالت تحت‌تأثیر سیل قرار گرفتند، در حالی که صدها نفر بی‌خانمان شدند.

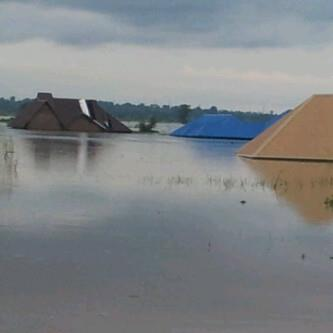
خانه‌های فرورفته در آب در ماکوردی

## سپتامبر
رهاسازی آب از مخزن لاگدو در کامرون باعث مرگ ۳۰ نفر در ایالت بنوئه شد.
در ایالت آنامبرا، سیل بسیاری از مناطق و جوامع محلی، به‌ویژه مناطق واقع در کنار رودخانه ازجمله آیاملو، اوگبارو، آنامبرا غربی و آنامبرا شرقی را تحت‌تأثیر قرار داد. گزارش شده است که سیل در سال ۲۰۱۲ حدود ۲ میلیون نفر را در ایالت آنامبرا آواره کرد. فرماندار، پیتر اوبی، وسایل نقلیه و قایق‌هایی را برای تخلیه ساکنان محلی که در خانه‌هایشان به دام افتاده بودند و همچنین کسانی که برای جلوگیری از غرق شدن در آب به بالای درختان فرار کرده بودند، ترتیب داد. اقلام امدادی اضطراری به اردوگاه‌های آوارگان مختلفی که قربانیان سیل به آنجا اعزام شده بودند، ارسال شد.

## اکتبر

سیل در لوکوجا ۲۰۱۲

طبق گزارش مقامات ایالتی و صلیب سرخ نیجریه، در اوایل اکتبر، سیل به ایالت دلتا و ایالت بایلسا گسترش یافت و حدود ۱۲۰ هزار نفر را بی‌خانمان کرد. چندین محل اسکان موقت که ایجاد شده بود نیز دچار سیل شد و مردم را مجبور به فرار کرد. در یناگوا، ۳۰۰۰ نفر در مجتمع ورزشی ایالتی اووم خوابیده بودند. در ایالت دلتا، در میان ساختمان‌هایی که بر اثر سیل ویران شدند، ۲۰ درمانگاه، پنج بیمارستان، بسیاری از مدارس، کلیساها و ساختمان‌های دولتی وجود داشت. مدارس یا تعطیل شدند یا توسط آوارگان داخلی اشغال شدند. سیل همچنین در ایالت بنوئه گسترش یافت، جایی که یک رودخانه محلی طغیان کرد و باعث آوارگی بیش از ۲۵٬۰۰۰ نفر شد.
در ۹ اکتبر، گودلاک جاناتان، رئیس‌جمهور نیجریه، ۱۷٫۶ میلیارد نایرا (۱۱۱ میلیون دلار آمریکا) را برای مقابله با خسارات، امدادرسانی به سیل و توانبخشی در اختیار ایالت‌ها و سازمان‌های مختلف قرار داد.
به‌گفته هماهنگ‌کننده NEMA، ایالت کوگی با آواره شدن ۶۲۳ هزار و ۹۰۰ نفر و تخریب ۱۵۲ هزار و ۵۷۵ هکتار زمین کشاورزی، بیشترین آسیب را دیده است. جاناتان سیل را «یک فاجعه ملی» نامید.